# Newcastle United Football Club 2023-2024
Questa voce raccoglie le informazioni riguardanti il Newcastle United Football Club nelle competizioni ufficiali della stagione 2023-2024.

## Maglie e sponsor
Il fornitore tecnico per la stagione 2023-2024 è Castore, mentre lo sponsor ufficiale è Sela.
| Casa | Trasferta | Terza Divisa |

## Rosa
Aggiornata al 21 gennaio 2024 
| N. |                        | Ruolo | Calciatore                  |
| -- | ---------------------- | ----- | --------------------------- |
| 1  | Slovacchia (bandiera)  | P     | Martin Dúbravka             |
| 2  | Inghilterra (bandiera) | D     | Kieran Trippier             |
| 3  | Galles (bandiera)      | D     | Paul Dummett                |
| 4  | Paesi Bassi (bandiera) | D     | Sven Botman                 |
| 5  | Svizzera (bandiera)    | D     | Fabian Schär                |
| 6  | Inghilterra (bandiera) | D     | Jamaal Lascelles (capitano) |
| 7  | Brasile (bandiera)     | C     | Joelinton                   |
| 8  | Italia (bandiera)      | C     | Sandro Tonali               |
| 9  | Inghilterra (bandiera) | A     | Callum Wilson               |
| 10 | Inghilterra (bandiera) | A     | Anthony Gordon              |
| 11 | Scozia (bandiera)      | D     | Matt Ritchie                |
| 13 | Inghilterra (bandiera) | D     | Matt Targett                |
| 14 | Svezia (bandiera)      | A     | Alexander Isak              |
| 15 | Inghilterra (bandiera) | A     | Harvey Barnes               |
| 16 | Irlanda (bandiera)     | C     | Jeff Hendrick               |
| 17 | Svezia (bandiera)      | D     | Emil Krafth                 |

| N. |                        | Ruolo | Calciatore       |
| -- | ---------------------- | ----- | ---------------- |
| 18 | Germania (bandiera)    | P     | Loris Karius     |
| 19 | Spagna (bandiera)      | D     | Javier Manquillo |
| 20 | Inghilterra (bandiera) | D     | Lewis Hall       |
| 21 | Inghilterra (bandiera) | D     | Tino Livramento  |
| 22 | Inghilterra (bandiera) | P     | Nick Pope        |
| 23 | Inghilterra (bandiera) | C     | Jacob Murphy     |
| 24 | Paraguay (bandiera)    | C     | Miguel Almirón   |
| 28 | Inghilterra (bandiera) | C     | Joe Willock      |
| 29 | Inghilterra (bandiera) | P     | Mark Gillespie   |
| 32 | Inghilterra (bandiera) | C     | Elliot Anderson  |
| 33 | Inghilterra (bandiera) | D     | Dan Burn         |
| 36 | Inghilterra (bandiera) | C     | Sean Longstaff   |
| 39 | Brasile (bandiera)     | C     | Bruno Guimarães  |
| 40 | Inghilterra (bandiera) | C     | Joe White        |
| 49 | Inghilterra (bandiera) | A     | Amadou Diallo    |
| 54 | Irlanda (bandiera)     | D     | Alex Murphy      |
| 55 | Inghilterra (bandiera) | A     | Michael Ndiweni  |
| 63 | Inghilterra (bandiera) | A     | Ben Parkinson    |
| 67 | Inghilterra (bandiera) | C     | Lewis Miley      |

## Calciomercato

### Sessione estiva
| Acquisti         | Acquisti        | Acquisti          | Acquisti                     |
| R.               | Nome            | da                | Modalità                     |
| ---------------- | --------------- | ----------------- | ---------------------------- |
| D                | Tino Livramento | Southampton       | definitivo (37,20 milioni €) |
| D                | Lewis Hall      | Chelsea           | prestito                     |
| C                | Sandro Tonali   | Milan             | definitivo (80 milioni €)    |
| C                | Harvey Barnes   | Leicester City    | definitivo (44 milioni €)    |
| A                | Yankuba Minteh  | Odense            | definitivo (7,00 milioni €)  |
| Altre operazioni |                 |                   |                              |
| R.               | Nome            | da                | Modalità                     |
| A                | Chris Wood      | Nottingham Forest | fine prestito                |
| A                | Garang Kuol     | Hearts            | fine prestito                |

| Cessioni         | Cessioni            | Cessioni          | Cessioni                     |
| R.               | Nome                | a                 | Modalità                     |
| ---------------- | ------------------- | ----------------- | ---------------------------- |
| P                | Karl Darlow         | Leeds Utd         | definitivo (400 mila €)      |
| D                | Ryan Fraser         | Southampton       | prestito                     |
| D                | Harrison Ashby      | Swansea City      | prestito                     |
| D                | Kell Watts          | Wigan             | prestito                     |
| D                | Jamal Lewis         | Watford           | prestito                     |
| C                | Isaac Hayden        | Standard Liegi    | prestito                     |
| C                | Jeff Hendrick       | Sheffield Weds    | prestito                     |
| C                | Joe White           | Crewe Alexandra   | prestito                     |
| A                | Allan Saint-Maximin | Al-Ahli           | definitivo (27,2 milioni €)  |
| A                | Chris Wood          | Nottingham Forest | definitivo (17,00 milioni €) |
| A                | Garang Kuol         | Volendam          | prestito                     |
| A                | Yankuba Minteh      | Feyenoord         | prestito                     |
| Altre operazioni |                     |                   |                              |
| R.               | Nome                | da                | Modalità                     |
| C                | Matthew Longstaff   |                   | svincolato                   |
| D                | Ciaran Clark        |                   | svincolato                   |

### Sessione invernale
| Acquisti         | Acquisti         | Acquisti         | Acquisti         |
| R.               | Nome             | da               | Modalità         |
| Altre operazioni | Altre operazioni | Altre operazioni | Altre operazioni |
| R.               | Nome             | da               | Modalità         |
| ---------------- | ---------------- | ---------------- | ---------------- |
| C                | Joe White        | Crewe Alexandra  | fine prestito    |
| C                | Isaac Hayden     | Standard Liegi   | fine prestito    |

| Cessioni         | Cessioni         | Cessioni       | Cessioni   |
| R.               | Nome             | a              | Modalità   |
| ---------------- | ---------------- | -------------- | ---------- |
| D                | Javier Manquillo | Celta Vigo     | definitivo |
| Altre operazioni |                  |                |            |
| R.               | Nome             | da             | Modalità   |
| C                | Isaac Hayden     | QPR            | prestito   |
| C                | Michael Ndiweni  | Annan Athletic | prestito   |

## Risultati

### Premier League

#### Girone di andata
| Arbitro: | Madley |

|                                                 |           |           |
| Tonali 6’ Isak 16’, 58’ Wilson 77’ Barnes 90+1’ | Marcatori | 11’ Diaby |

| Arbitro: | Jones |

|             |           |  |
| Álvarez 31’ | Marcatori |  |

| Arbitro: | Brooks |

|            |           |                  |
| Gordon 25’ | Marcatori | 81’, 90+3’ Núñez |

| Arbitro: | Attwell |

|                        |           |              |
| Ferguson 27’, 65’, 70’ | Marcatori | 90+2’ Wilson |

| Arbitro: | Pawson |

|                   |           |  |
| Wilson 64’ (rig.) | Marcatori |  |

| Arbitro: | Attwell |

|  |           |                                                                                            |
|  | Marcatori | 21’ Longstaff 31’ Burn 35’ Botman 56’ Wilson 61’ Gordon 68’ Almirón 73’ Guimarães 87’ Isak |

| Arbitro: | Bramall |

|                             |           |  |
| Almirón 14’ Isak 76’ (rig.) | Marcatori |  |

| Arbitro: | Bankes |

|                     |           |               |
| Souček 8’ Kudus 89’ | Marcatori | 57’, 62’ Isak |

| Arbitro: | Robinson |

|                                                 |           |  |
| Murphy 4’ Gordon 44’ Longstaff 45+2’ Wilson 66’ | Marcatori |  |

| Arbitro: | Taylor |

|                      |           |                          |
| Lemina 36’ Hwang 71’ | Marcatori | 22’, 45+4’ (rig.) Wilson |

| Arbitro: | Attwell |

|            |           |  |
| Gordon 64’ | Marcatori |  |

| Arbitro: | Kavanagh |

|                  |           |  |
| Solanke 60’, 73’ | Marcatori |  |

| Arbitro: | Hooper |

|                                                 |           |              |
| Isak 13’ Lascelles 60’ Joelinton 61’ Gordon 83’ | Marcatori | 23’ Sterling |

| Arbitro: | Jones |

|            |           |  |
| Gordon 56’ | Marcatori |  |

| Arbitro: | Robinson |

|                                    |           |  |
| McNeil 79’ Doucouré 86’ Beto 90+6’ | Marcatori |  |

| Arbitro: | Kavanagh |

|                                                |           |                 |
| Udogie 26’ Richarlison 38’, 60’ Son 85’ (rig.) | Marcatori | 90+2’ Joelinton |

| Arbitro: | Barrott |

|                                |           |  |
| Miley 57’ Almirón 64’ Burn 82’ | Marcatori |  |

| Arbitro: | England |

|              |           |  |
| Townsend 25’ | Marcatori |  |

| Arbitro: | Kavanagh |

|                 |           |                      |
| Isak 23’ (rig.) | Marcatori | 45+1’, 53’, 60’ Wood |

#### Girone di ritorno
| Arbitro: | Taylor |

|                                           |           |                     |
| Salah 49’, 86’ (rig.) Jones 74’ Gakpo 78’ | Marcatori | 54’ Isak 81’ Botman |

| Arbitro: | Kavanagh |

|                     |           |                                             |
| Isak 35’ Gordon 37’ | Marcatori | 26’ Bernardo Silva 74’ De Bruyne 90+1’ Bobb |

| Arbitro: | Brooks |

|             |           |                                  |
| Watkins 71’ | Marcatori | 32’, 36’ Schär 52’ (aut.) Moreno |

| Arbitro: | Bramall |

|                                           |           |                                                    |
| Longstaff 7’, 23’ Trippier 67’ Barnes 73’ | Marcatori | 21’ Osho 40’ Barkley 59’ (rig.) Morris 62’ Adebayo |

| Arbitro: | Taylor |

|                              |           |                              |
| Elanga 26’ Hudson-Odoi 45+6’ | Marcatori | 10’, 66’ Guimarães 43’ Schär |

| Arbitro: | Salisbury |

|                                 |           |                         |
| Gordon 58’ (rig.) Ritchie 90+2’ | Marcatori | 51’ Solanke 69’ Semenyo |

| Arbitro: | Tierney |

|                                                   |           |             |
| Botman 18’ (aut.) Havertz 24’ Saka 65’ Kiwior 69’ | Marcatori | 84’ Willock |

| Arbitro: | Robinson |

|                                      |           |  |
| Isak 14’ Gordon 33’ Livramento 90+2’ | Marcatori |  |

| Arbitro: | Brooks |

|                                  |           |                     |
| Jackson 6’ Palmer 58’ Mudryk 76’ | Marcatori | 43’ Isak 90’ Murphy |

| Arbitro: | Bramall |

|                 |           |  |
| Mateta 55’, 88’ | Marcatori |  |

| Arbitro: | R. Jones |

|                                            |           |                                    |
| Isak 6’ (rig.), 77’ (rig.) Barnes 83’, 90’ | Marcatori | 21’ Antonio 45+10’ Kudus 48’ Bowen |

| Arbitro: | Harrington |

|          |           |                          |
| Isak 15’ | Marcatori | 88’ (rig.) Calvert-Lewin |

| Arbitro: | Allison |

|  |           |               |
|  | Marcatori | 81’ Guimarães |

| Arbitro: | Robinson |

|                                    |           |  |
| Isak 30’, 51’ Gordon 32’ Schär 87’ | Marcatori |  |

| Arbitro: | R. Jones |

|                                   |           |                       |
| Mainoo 31’ Diallo 57’ Højlund 84’ | Marcatori | 49’ Gordon 90+2’ Hall |

| Arbitro: | Harrington |

|                                                                 |           |                |
| Isak 26’, 61’ (rig.) Guimarães 54’ Osborn 65’ (aut.) Wilson 72’ | Marcatori | 8’ Ahmedhodžić |

| Arbitro: | Taylor |

|               |           |                                                 |
| D. O'Shea 86’ | Marcatori | 19’ Wilson 35’ Longstaff 40’ Guimarães 55’ Isak |

| Arbitro: | England |

|                 |           |             |
| Longstaff 45+5’ | Marcatori | 18’ Veltman |

| Arbitro: | Hooper |

|                      |           |                                                 |
| Janelt 48’ Wissa 70’ | Marcatori | 18’ Barnes 36’ J. Murphy 38’ Isak 77’ Guimarães |

### FA Cup
| Arbitro: | Pawson |

|  |           |                                         |
|  | Marcatori | 35’ (aut.) Ballard 46’, 90’ (rig.) Isak |

| Arbitro: | Gillett |

|  |           |                        |
|  | Marcatori | 39’ Longstaff 61’ Burn |

| Arbitro: | Gillett |

|                                         |                      |                                           |
| Szmodics 79’                            | Marcatori            | 71’ Gordon                                |
| Szmodics Brittain Sigurðsson Ayari Hyam | Tiri di rigore 3 – 4 | Schär Barnes Guimarães E. Anderson Gordon |

| Arbitro: | Hooper |

|                         |           |  |
| Bernardo Silva 13’, 31’ | Marcatori |  |

### EFL Cup
| Arbitro: | Kavanagh |

|          |           |  |
| Isak 53’ | Marcatori |  |

| Arbitro: | Jones |

|  |           |                                  |
|  | Marcatori | 28’ Almirón 36’ Hall 60’ Willock |

| Arbitro: | Gillett |

|                                |                      |                                   |
| Mudryk 90+2’                   | Marcatori            | 16’ Wilson                        |
| Palmer Gallagher Nkunku Mudryk | Tiri di rigore 4 – 2 | Wilson Trippier Guimarães Ritchie |

### UEFA Champions League

#### Fase a gironi
| Milano 19 settembre 2023, ore 18:45 CEST 1ª giornata | Milan            | 0 – 0 referto | Newcastle Utd | Stadio Giuseppe Meazza (65 695 spett.)\| Arbitro: \| Sánchez Martínez \| |
| Arbitro:                                             | Sánchez Martínez |               |               |                                                                          |

| Arbitro: | Kovács |

|                                                |           |                  |
| Almirón 17’ Burn 39’ Longstaff 50’ Schär 90+1’ | Marcatori | 56’ L. Hernández |

| Arbitro: | Soares Dias |

|  |           |            |
|  | Marcatori | 45’ Nmecha |

| Arbitro: | Hernández Hernández |

|                         |           |  |
| Füllkrug 26’ Brandt 79’ | Marcatori |  |

| Arbitro: | Marciniak |

|                     |           |          |
| Mbappé 90+8’ (rig.) | Marcatori | 24’ Isak |

| Arbitro: | Makkelie |

|               |           |                           |
| Joelinton 33’ | Marcatori | 59’ Pulisic 84’ Chukwueze |

## Statistiche finali

### Statistiche di squadra
| Competizione     | Punti | In casa | In casa | In casa | In casa | In casa | In casa | In trasferta | In trasferta | In trasferta | In trasferta | In trasferta | In trasferta | Totale | Totale | Totale | Totale | Totale | Totale | DR  |
| Competizione     | Punti | G       | V       | N       | P       | Gf      | Gs      | G            | V            | N            | P            | Gf           | Gs           | G      | V      | N      | P      | Gf     | Gs     | DR  |
| ---------------- | ----- | ------- | ------- | ------- | ------- | ------- | ------- | ------------ | ------------ | ------------ | ------------ | ------------ | ------------ | ------ | ------ | ------ | ------ | ------ | ------ | --- |
| Premier League   | 60    | 19      | 12      | 4       | 3       | 48      | 21      | 19           | 6            | 2            | 11           | 36           | 40           | 38     | 18     | 6      | 14     | 85     | 62     | +23 |
| FA Cup           | -     | 0       | 0       | 0       | 0       | 0       | 0       | 4            | 2            | 1            | 1            | 6            | 3            | 4      | 2      | 1      | 1      | 6      | 3      | +3  |
| League Cup       | -     | 1       | 1       | 0       | 0       | 1       | 0       | 2            | 1            | 1            | 0            | 4            | 1            | 3      | 2      | 1      | 0      | 5      | 1      | +4  |
| Champions League | 5     | 3       | 1       | 0       | 2       | 5       | 4       | 3            | 0            | 2            | 1            | 1            | 3            | 6      | 1      | 2      | 3      | 6      | 7      | -1  |
| Totale           | -     | 23      | 14      | 4       | 5       | 54      | 26      | 28           | 9            | 6            | 13           | 47           | 47           | 51     | 23     | 10     | 18     | 102    | 73     | +29 |

### Andamento in campionato
| Giornata  | 1 | 2 | 3  | 4  | 5  | 6 | 7 | 8 | 9 | 10 | 11 | 12 | 13 | 14 | 15 | 16 | 17 | 18 | 19 | 20 | 21 | 22 | 23 | 24 | 25 | 26 | 27 | 28 | 29 | 30 | 31 | 32 | 33 | 34 | 35 | 36 | 37 | 38 |
| --------- | - | - | -- | -- | -- | - | - | - | - | -- | -- | -- | -- | -- | -- | -- | -- | -- | -- | -- | -- | -- | -- | -- | -- | -- | -- | -- | -- | -- | -- | -- | -- | -- | -- | -- | -- | -- |
| Luogo     | C | T | C  | T  | C  | T | C | T | C | T  | C  | T  | C  | C  | T  | T  | C  | T  | C  | T  | C  | T  | C  | T  | C  | T  | C  | T  | T  | C  | C  | T  | C  | T  | C  | T  | C  | T  |
| Risultato | V | P | P  | P  | V  | V | V | N | V | N  | V  | P  | V  | V  | P  | P  | V  | P  | P  | P  | P  | V  | N  | V  | N  | P  | V  | P  | P  | V  | N  | V  | V  | P  | V  | V  | N  | V  |
| Posizione | 1 | 8 | 13 | 14 | 11 | 8 | 8 | 8 | 6 | 6  | 6  | 7  | 7  | 6  | 7  | 7  | 6  | 7  | 9  | 9  | 10 | 8  | 9  | 7  | 8  | 9  | 8  | 10 | 7  | 8  | 8  | 8  | 6  | 7  | 8  | 8  | 7  | 7  |

Legenda:

Luogo: C = Casa; T = Trasferta. Risultato: V = Vittoria; N = Pareggio; P = Sconfitta.

### Statistiche individuali
Sono in corsivo i calciatori che hanno lasciato la società a stagione in corso.
| Giocatore     | Premier League | Premier League | Premier League | Premier League | FA Cup   | FA Cup | FA Cup      | FA Cup     | EFL Cup  | EFL Cup | EFL Cup     | EFL Cup    | Champions League | Champions League | Champions League | Champions League | Totale   | Totale | Totale      | Totale     |
| Giocatore     | Presenze       | Reti           | Ammonizioni    | Espulsioni     | Presenze | Reti   | Ammonizioni | Espulsioni | Presenze | Reti    | Ammonizioni | Espulsioni | Presenze         | Reti             | Ammonizioni      | Espulsioni       | Presenze | Reti   | Ammonizioni | Espulsioni |
| ------------- | -------------- | -------------- | -------------- | -------------- | -------- | ------ | ----------- | ---------- | -------- | ------- | ----------- | ---------- | ---------------- | ---------------- | ---------------- | ---------------- | -------- | ------ | ----------- | ---------- |
| M. Almirón    | 32             | 3              | 2              | 0              | 3        | 0      | 1           | 0          | 3        | 1       | 0           | 0          | 6                | 1                | 1                | 0                | 44       | 5      | 4           | 0          |
| E. Anderson   | 20             | 0              | 3              | 0              | 2        | 0      | 0           | 0          | 1        | 0       | 0           | 0          | 2                | 0                | 0                | 0                | 25       | 0      | 3           | 0          |
| H. Barnes     | 21             | 5              | 3              | 0              | 1        | 0      | 0           | 0          | 0        | 0       | 0           | 0          | 1                | 0                | 0                | 0                | 23       | 5      | 3           | 0          |
| S. Botman     | 17             | 2              | 2              | 0              | 3        | 0      | 0           | 0          | 1        | 0       | 0           | 0          | 1                | 0                | 0                | 0                | 22       | 2      | 2           | 0          |
| D. Burn       | 33             | 2              | 4              | 0              | 4        | 1      | 0           | 0          | 2        | 0       | 0           | 0          | 4                | 1                | 0                | 0                | 43       | 4      | 4           | 0          |
| A. Diallo     | 1              | 0              | 0              | 0              | -        | -      | -           | -          | -        | -       | -           | -          | -                | -                | -                | -                | 1        | 0      | 0           | 0          |
| M. Dúbravka   | 22             | -42            | 1              | 0              | 4        | -3     | 0           | 0          | 2        | -1      | 0           | 0          | 1                | -2               | 0                | 0                | 29       | -48    | 1           | 0          |
| P. Dummett    | 5              | 0              | 0              | 0              | 1        | 0      | 0           | 0          | 2        | 0       | 0           | 0          | 0                | 0                | 0                | 0                | 8        | 0      | 0           | 0          |
| A. Gordon     | 35             | 11             | 12             | 1              | 4        | 1      | 1           | 0          | 3        | 0       | 0           | 0          | 6                | 0                | 1                | 0                | 48       | 12     | 14          | 1          |
| B. Guimarães  | 37             | 7              | 9              | 0              | 4        | 0      | 1           | 0          | 3        | 0       | 2           | 0          | 6                | 0                | 2                | 0                | 50       | 7      | 14          | 0          |
| L. Hall       | 17             | 1              | 3              | 0              | 1        | 0      | 0           | 0          | 2        | 1       | 0           | 0          | 1                | 0                | 1                | 0                | 21       | 2      | 4           | 0          |
| A. Isak       | 29             | 20             | 1              | 0              | 4        | 2      | 0           | 0          | 1        | 1       | 0           | 0          | 5                | 1                | 0                | 0                | 39       | 24     | 1           | 0          |
| Joelinton     | 20             | 2              | 6              | 0              | 1        | 0      | 0           | 0          | 2        | 0       | 1           | 0          | 4                | 1                | 2                | 0                | 27       | 3      | 9           | 0          |
| L. Karius     | 1              | -4             | 0              | 0              | 0        | -0     | 0           | 0          | 0        | -0      | 0           | 0          | 0                | -0               | 0                | 0                | 1        | -4     | 0           | 0          |
| E. Krafth     | 17             | 0              | 2              | 0              | 2        | 0      | 0           | 0          | 2        | 0       | 0           | 0          | 0                | 0                | 0                | 0                | 21       | 0      | 2           | 0          |
| J. Lascelles  | 16             | 1              | 4              | 0              | 3        | 0      | 2           | 0          | 2        | 0       | 0           | 0          | 5                | 0                | 0                | 0                | 26       | 1      | 6           | 0          |
| S. Longstaff  | 35             | 6              | 7              | 0              | 4        | 1      | 1           | 0          | 2        | 0       | 0           | 0          | 5                | 1                | 0                | 0                | 46       | 8      | 8           | 0          |
| T. Livramento | 25             | 1              | 1              | 0              | 3        | 0      | 0           | 0          | 3        | 0       | 0           | 0          | 3                | 0                | 0                | 0                | 34       | 1      | 1           | 0          |
| J. Manquillo  | 0              | 0              | 0              | 0              | -        | -      | -           | -          | -        | -       | -           | -          | -                | -                | -                | -                | 0        | 0      | 0           | 0          |
| L. Miley      | 17             | 1              | 1              | 0              | 4        | 0      | 0           | 0          | 2        | 0       | 0           | 0          | 3                | 0                | 0                | 0                | 26       | 1      | 1           | 0          |
| A. Murphy     | 2              | 0              | 0              | 0              | -        | -      | -           | -          | -        | -       | -           | -          | -                | -                | -                | -                | 2        | 0      | 0           | 0          |
| J. Murphy     | 21             | 3              | 1              | 0              | 3        | 0      | 0           | 0          | 1        | 0       | 0           | 0          | 3                | 0                | 0                | 0                | 28       | 3      | 1           | 0          |
| M. Ndiweni    | 1              | 0              | 0              | 0              | -        | -      | -           | -          | -        | -       | -           | -          | -                | -                | -                | -                | 1        | 0      | 0           | 0          |
| B. Parkinson  | 1              | 0              | 0              | 0              | 0        | 0      | 0           | 0          | 0        | 0       | 0           | 0          | 0                | 0                | 0                | 0                | 1        | 0      | 0           | 0          |
| N. Pope       | 15             | -16            | 1              | 0              | 1        | 0      | 0           | 0          | 1        | 0       | 0           | 0          | 5                | -5               | 1                | 0                | 22       | -21    | 2           | 0          |
| M. Ritchie    | 12             | 1              | 1              | 0              | 1        | 0      | 0           | 0          | 2        | 0       | 0           | 0          | 0                | 0                | 0                | 0                | 15       | 1      | 1           | 0          |
| F. Schär      | 36             | 4              | 5              | 0              | 4        | 0      | 2           | 0          | 1        | 0       | 0           | 0          | 6                | 1                | 2                | 0                | 47       | 5      | 9           | 0          |
| M. Targett    | 3              | 0              | 1              | 0              | 0        | 0      | 0           | 0          | 2        | 0       | 0           | 0          | 2                | 0                | 0                | 0                | 7        | 0      | 1           | 0          |
| S. Tonali     | 7              | 1              | 2              | 0              | 0        | 0      | 0           | 0          | 1        | 0       | 1           | 0          | 3                | 0                | 0                | 0                | 11       | 1      | 3           | 0          |
| K. Trippier   | 28             | 1              | 5              | 0              | 3        | 0      | 0           | 0          | 2        | 0       | 0           | 0          | 6                | 0                | 0                | 0                | 39       | 1      | 5           | 0          |
| J. White      | 4              | 0              | 1              | 0              | 0        | 0      | 0           | 0          | 0        | 0       | 0           | 0          | 0                | 0                | 0                | 0                | 4        | 0      | 1           | 0          |
| C. Wilson     | 20             | 9              | 3              | 0              | 0        | 0      | 0           | 0          | 2        | 1       | 1           | 0          | 4                | 0                | 0                | 0                | 26       | 10     | 4           | 0          |
| J. Willock    | 8              | 1              | 0              | 0              | 2        | 0      | 0           | 0          | 1        | 1       | 1           | 0          | 2                | 0                | 0                | 0                | 13       | 2      | 1           | 0          |